# Mattan Wilnaj
Mattan Wilnaj (hebr.: מתן וילנאי, urodzony 20 maja 1944 w Jerozolimie) – izraelski polityk i były generał major w armii izraelskiej.
Do armii izraelskiej trafił w 1966 roku. Służył m.in. w elitarnej jednostce piechoty Sajjeret Matkal.
Był zastępcą dowódcy operacji Entebbe, operacji uwolnienia zakładników na lotnisku w Entebbe w lipcu 1976 r.
W 1999 wstąpił do Partii Pracy i dostał się do Knesetu. Przez krótki czas był ministrem nauki i technologii w rządzie Ariela Szarona. Zrezygnował, kiedy Partia Pracy zdecydowała o wyjściu z rządu w listopadzie 2005.
Wilnaj mieszka w Mewasseret Cijjon. Jest żonaty i ma trójkę dzieci.